# Basilika Unserer Lieben Frau vom Berg Karmel (La Ceja)

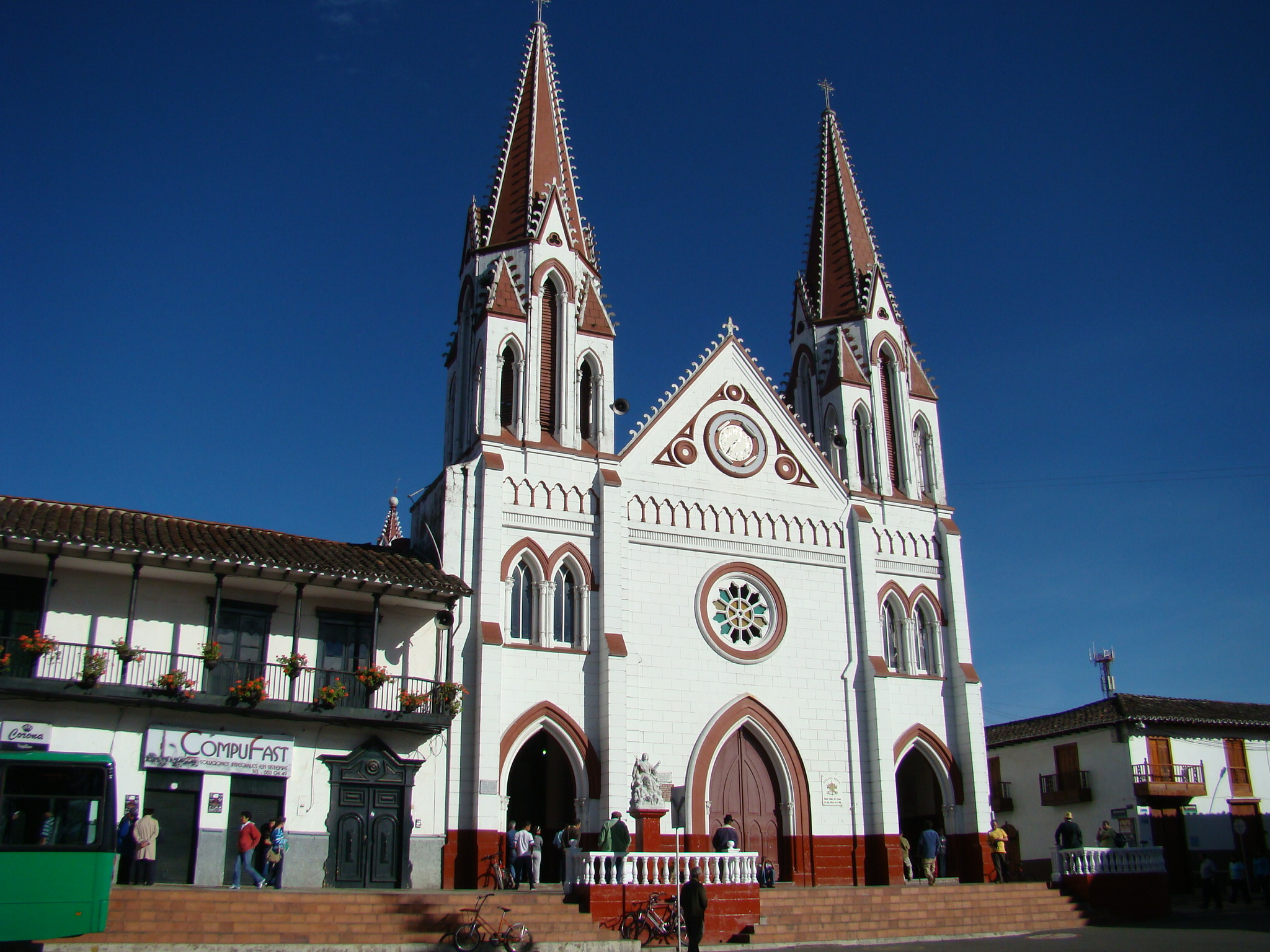
Basilika Unserer Lieben Frau vom Berg Karmel

Die Basilika Unserer Lieben Frau vom Berg Karmel (spanisch Basílica de Nuestra Señora del Carmen) ist eine römisch-katholische Kirche in La Ceja im kolumbianischen Departamento de Antioquia. Die Pfarrkirche des Bistums Sonsón-Rionegro trägt den Titel einer Basilica minor. Die Kirche vom Anfang des 20. Jahrhunderts wurde klassizistisch hinter einer älteren Fassade errichtet und erhielt nach einem Erdbeben eine neugotische Fassade.

## Geschichte
Auf einem 1815 gestifteten Grundstück wurde eine erste Lehmkirche 1829 geweiht, ohne fertiggestellt worden zu sein. Diese Kirche mit drei Türen an der Hauptfassade besaß bereits einen Glockenturm, einen Chor und eine Sakristei. Im Jahr 1853 wurde die Kirche verlängert und erhielt eine neue Fassade. Diese zeigte einen gewissen späten Einfluss der Kathedrale von Santa Fe de Antioquia.

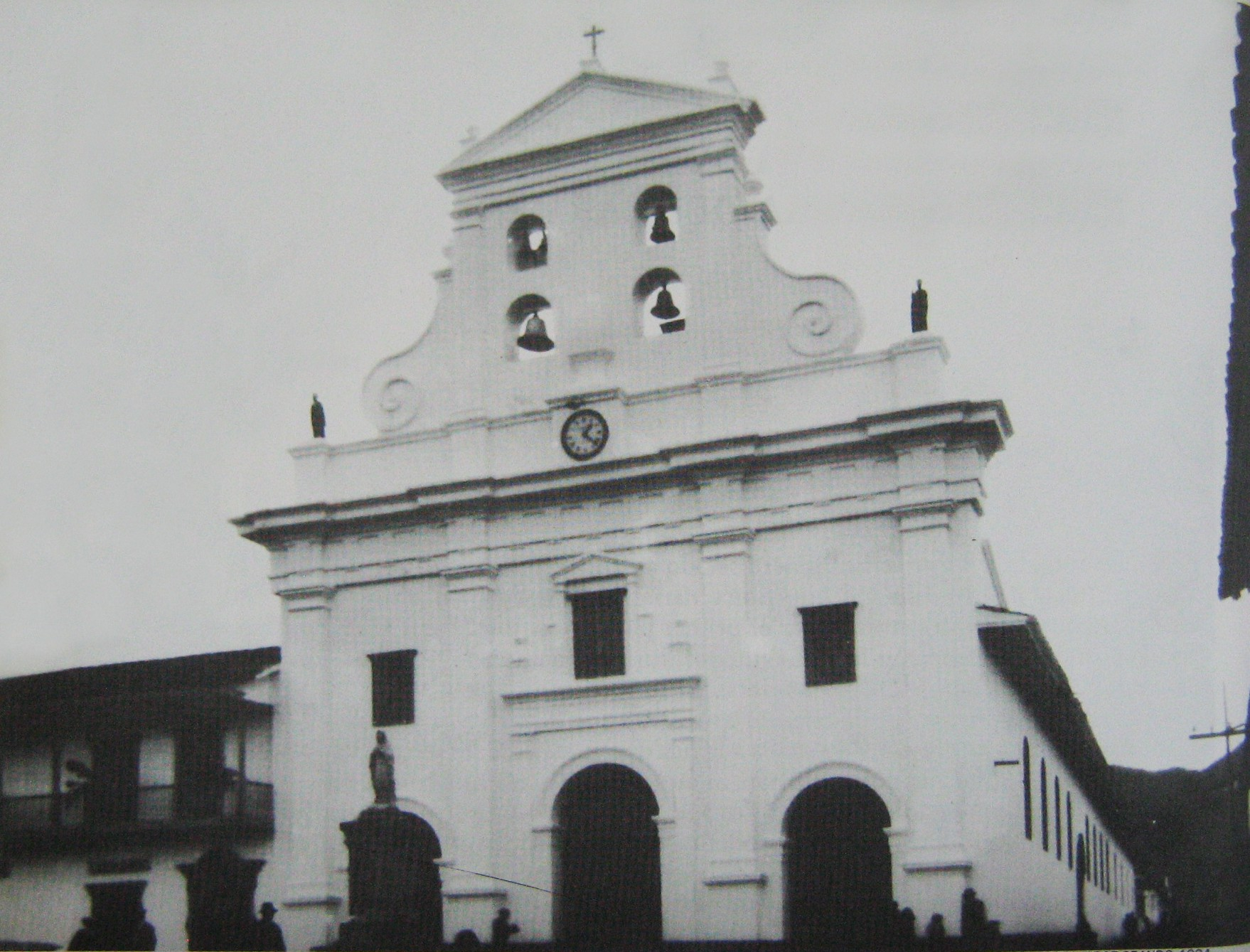
Alte Fassade der Basilika, 1924

1896 begannen Maßnahmen zur Vergrößerung mit dem Erwerb des Nachbarhauses und der Stiftung eines Grundstücks. Die Bauarbeiten nach einem Entwurf des Ingenieurs Heliodoro Ochoa Escobar umfassten die gesamte Fläche der vorherigen Kirche, von der die Hauptfassade und einige Mauern erhalten geblieben waren, sowie weitere 14 Meter und die angrenzende Kapelle, die auf dem von Martina Serna gestifteten Grundstück errichtet worden war. Zwischen 1914 und 1918 wurde die Pfarrkirche von La Ceja del Tambo geweiht.
Im Jahr 1923 kaufte der Pfarrer Jesús María Piedrahíta eine Orgel von der italienischen Firma Natale Balbiani & Co. aus Mailand, sie verfügt über 1300 Pfeifen in 10 Registern, bespielt mit zwei Manualen und Pedal. Im Februar 1938 musste die Hauptfassade nach einem starken Erdbeben abgerissen werden, der neugotische Neubau erfolgte durch zwei spanische Ingenieure, Juan Andrés Ormaechea und Gaviria, die am 11. Dezember 1939 in Anwesenheit des Erzbischofs von Medellín, Tiberio de J. Salazar y Herrera, eingeweiht wurde.

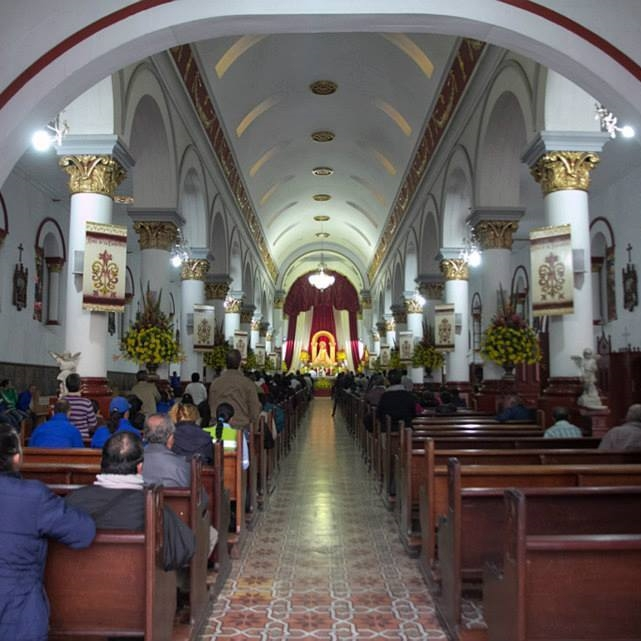
Innenraum

Im Jahr 1927 wurde das Bild gestiftet, das bis 1971 die Prozessionen anführte und sich heute in der Pfarrkapelle befindet. Am 24. Mai 1970 genehmigte der Heilige Stuhl auf Ersuchen von Alfonso Uribe Jaramillo die kanonische Krönung des Bildes der Muttergottes vom Berge Karmel, die am 25. Juli 1971 unter dem Apostolische Nuntius Angelo Palmas mit dem Bischof von Sonsón-Rionegro vollzog. Die Kronen wurden von dem japanischen Goldschmied Carlos Minani angefertigt. Monate später wurden die Kronen gestohlen. Nach ihrer Rückgabe trägt das Bild der Jungfrau Maria die goldenen Kronen nur noch am Tag ihrer Prozession.
Im Jahr 1990 wurde an einer Seite des linken Seitenschiffs eine Krypta hinzugefügt, in der die sterblichen Überreste einiger Einwohner von Sonsón-Rionegro aufbewahrt werden. Im Jahr 1993 wurde in der Kirche eine Gruft eingerichtet, in der die sterblichen Überreste von Monsignore Alfonso Uribe Jaramillo, bis zu diesem Jahr Bischof der Diözese Sonsón-Rionegro, aufbewahrt werden.
Papst Johannes Paul II. verlieh der Kirche mit einem Schreiben vom 23. Januar 2003 den Titel einer Basilica minor.